# Ectroma reinhardi
Ectroma reinhardi är en stekelart som först beskrevs av Mayr 1876.  Ectroma reinhardi ingår i släktet Ectroma och familjen sköldlussteklar. Arten är reproducerande i Sverige. Inga underarter finns listade i Catalogue of Life.